# 增積岩體
增積岩體或增積楔形體指的是相同的地質單元，形貌上呈現著楔型的構造，所以又稱為增積楔形體。
而增積岩體在海底的相對應位置位在海溝和火山島弧之間。

## 形成機制
在隱沒系統隱沒的過程中，由於沉積於海床及海溝的沉積物會被刮起、增積及堆疊形成楔型外貌，故稱為增積岩體或是增積楔型體，並且增積岩體受到極大的壓應力，所以內部有許多因壓力所造成的褶皺、破裂和逆斷層等構造，而相對應的位置在於海溝及火山島弧之間，
舉台灣南部外海增積岩體為例，可以依地形和構造的特性，將增積岩體分為上部斜坡帶、下部斜坡帶以及背衝斷層帶。

## 構造特性

### 下部斜坡帶
下部斜坡帶位在增積岩體的前緣，坡面平緩是該區的特徵，而覆瓦狀的褶皺和逆衝斷層是此帶的主要特徵構造。

### 上部斜坡帶
上部斜坡帶位在增積岩體的核心部分，因為這個區域受到強烈的擠壓變形，會使得內部的反射訊號不連續，所以在震測圖中很難找到反射層，並且會有一些泥貫入體的分布。

## 台灣附近海域的增積岩體
台灣附近有兩個隱沒系統，一個是呂宋島弧隱沒系統，一個則是琉球隱沒系統，
而琉球隱沒系統內的增積岩體就是我們所熟知的耶雅瑪海脊，呂宋島弧隱沒系統內的增積岩體則是恆春海脊。